# Liesbeth Homans
Liesbeth Homans, née le 17 février 1973 à Wilrijk, est une femme politique belge, nationaliste flamande, membre de la N-VA, issue de la Volksunie.
Le 2 juillet 2019, elle prête serment comme ministre-présidente du gouvernement flamand. Elle est la première femme à occuper ce poste. 
Elle cède son poste le 2 octobre 2019 à Jan Jambon et devient présidente du Parlement flamand à cette même date.

## Biographie
Elle fait ses études en même temps que Bart De Wever. Elle est licenciée en histoire de KUL et GAS[sigle à expliciter] en politique internationale (UA), militante à la Volksunie, elle travaille au sein du cabinet de Johan Sauwens (CD&V). Elle rejoint ensuite Bart De Wever en tant que coordinatrice et collaboratrice parlementaire (de 2004 à 2009).

### Mandats
Entre 2006 et 2009, elle est conseillère provinciale en province d'Anvers et députée au Parlement flamand du 7 juin 2009 au 23 juillet 2014, avant de devenir ministre. Entretemps, elle fut également sénatrice communautaire jusque 2013 et présidente du CPAS de la ville d'Anvers. 
De 2014 à 2019, elle est ministre des Affaires intérieures, de l'Intégration civique, du Logement, de l'Égalité des chances et de la Lutte contre la Pauvreté.
À partir du 2 octobre 2019, elle quitte la ministre présidence flamande qui revient à Jan Jambon pour devenir présidente du parlement flamand. C’est la première fois qu’une femme occupe ce poste. 

## Polémiques politiques
En février 2013, sa proposition de conditionner l'aide médicale d’urgence des sans-papiers à un retour volontaire choque la secrétaire d'État à l'Asile et la Migration, Maggie De Block. 
En septembre 2014, Liesbeth Homans décide officiellement de ne pas nommer l’élu Damien Thiéry au poste de bourgmestre de Linkebeek, qui est le seul bourgmestre des six Communes à facilités de la périphérie bruxelloise de la périphérie bruxelloise à ne pas être nommé, reprochant à celui-ci d'avoir envoyé des convocations électorales en français lors du scrutin communal de 2012, sur base de l'interprétation de la loi par la circulaire Peeters, qui oblige les citoyens francophones de communes à facilités à demander des documents dans leur langue pour chaque démarche administrative. Damien Thiéry s'était alors appuyé sur cette nouvelle jurisprudence[Laquelle ?] pour convaincre le conseil communal de Linkebeek d'à nouveau présenter son nom aux autorités flamandes en vue d'une éventuelle nomination. 
En septembre 2015, elle déclare que les réfugiés qui possèdent une maison dans leur pays d'origine n'ont pas droit à un logement social en Flandre, parce que les règles régionales réservent le bénéfice d'un logement à des personnes qui ne sont pas propriétaire d'un logement dans leur pays, parlant de règle et non de loi, soulignant que ladite règle s'appliquait « à tout le monde, réfugié ou non ». Sa déclaration suscite l'opposition de Monica De Coninck du sp.a.
Le 2 juillet 2019, pour la photographie de groupe suivant sa prestation de serment elle déclare « Nous ne voulons pas de ce chiffon belge en arrière-plan » en parlant du drapeau belge. Elle parle ensuite d'une plaisanterie.